# Dimitrie Brândză
Dimitrie Brândză (más néven Demetrius Brândză) (Bivolu, 1846. október 22. – Szlanikfürdő, 1895. augusztus 3.) román orvos, természettudós és botanikus, a román botanika atyja.
Botanikai szakmunkákban nevének rövidítése: „D.Brândză”.

## Pályafutása
1866 -ban beiratkozott a párizsi egyetem természettudományi karára, közben az orvosi kar előadásait is látogatta. 1866–1967-ben a jászvásári egyetemen tanított botanikát és állattant, majd folytatta párizsi tanulmányait. A természettudományi kart két év alatt végezte el, 1869-ban pedig orvosdoktori címet szerzett, majd 1870-ben visszatért hazájába. A jászvásári Szent Szpiridon Kórházban orvosként dolgozott, emellett a helyi középiskolában természettudományt tanított. 1874-ben Titu Maiorescu oktatásügyi miniszter a bukaresti egyetemre nevezte ki, ekkor felhagyott orvosi pályafutásával, és botanikával foglalkozott, ezzel egyidejűleg a bukaresti botanikus kert igazgatói tisztségét is betöltötte.
Szívbetegségben hunyt el 1895-ben, alig 49 évesen.

## Munkássága
1870 és 1874 között három tankönyvet írt (állattan, növénytan, geológia), és számos konferenciát szervezett. Az ő erőfeszítéseinek köszönhetően jött létre a bukaresti növénytani intézet és fejlődött ki a botanikus kert, valamint a növénytani múzeum. 1884-ben a növénytani múzeum leégett, a gyűjteménye megsemmisült, ezeket a tudósnak hat év alatt sikerült pótolnia.
Több tudományos művet írt Moldva, Havasalföld és Dobrudzsa flóráráról. 1879-ben a Román Akadémia rendes tagja lett.

### Művei
- Histoire botanique et thérapeutique des Gentianacées employées en médecine. Paris: A. Parent. 1869
- Despre vegetatiunea României : si exploratorii ei cu date asupra climei si a regiuniloru botanice. (társszerző Gregore Stefanescu). Bucuresci: Tipografia Academiei Române. 1880
- Plante noue pentru Flora Dobrogei. Bucuresti: Academia Romana. 1889
- Flora Dobrogei. Bucuresci: Institutul de Arte Grafice Carol Göbl Furnisor al Curtiĭ Regale. 1898
- Prodromul florei române; sau, Enumeratiunea plantelor pana asta-di cunoscute in Moldova si Valachia. Bucuresci: Tip. Academiei Romane. 1879-1883

## Emlékezete
A bukaresti Bellu temetőben nyugszik. Sírja körül felesége egy miniatűr botanikus kertet alakított ki a Románia területén található ritka növényekből.
A bukaresti botanikus kert 1994 óta az ő nevét viseli.
Halálának 100. évfordulóján, 1995-ben a Román Posta bélyeget bocsátott ki tiszteletére.

## Fordítás
- Ez a szócikk részben vagy egészben  a   Dimitrie Brândză című angol Wikipédia-szócikk ezen változatának fordításán alapul.  Az eredeti cikk szerkesztőit annak laptörténete sorolja fel. Ez a jelzés csupán a megfogalmazás eredetét és a szerzői jogokat jelzi, nem szolgál a cikkben szereplő információk forrásmegjelöléseként.
- Ez a szócikk részben vagy egészben  a   Dimitrie Brândză című román Wikipédia-szócikk ezen változatának fordításán alapul.  Az eredeti cikk szerkesztőit annak laptörténete sorolja fel. Ez a jelzés csupán a megfogalmazás eredetét és a szerzői jogokat jelzi, nem szolgál a cikkben szereplő információk forrásmegjelöléseként.